# 小串神社
小串神社（こぐしじんじゃ）は、長崎県新上五島町小串（こぐし）郷に鎮座する神社である。

## 祭神
小串大明神（建速須佐乃男命）を主祭神に、多賀大神（伊邪奈岐大神）、菅原大神を配祀する。

## 歴史
創建は天文元年（1532年）。かつての小串郷は開拓されておらず、大木が生い茂る森であった。伝承によれば、その森の中に苔に覆われた塚のような場所があり、その場所は大いに鳴動し、神火を発するなどの現象があった。またその地には常に鳥が群集し、その中の斑毛の数十羽の鳥は海に飛んでは羽を潮で濡らし、また森に戻るという不可思議な行為を繰り返していたという。

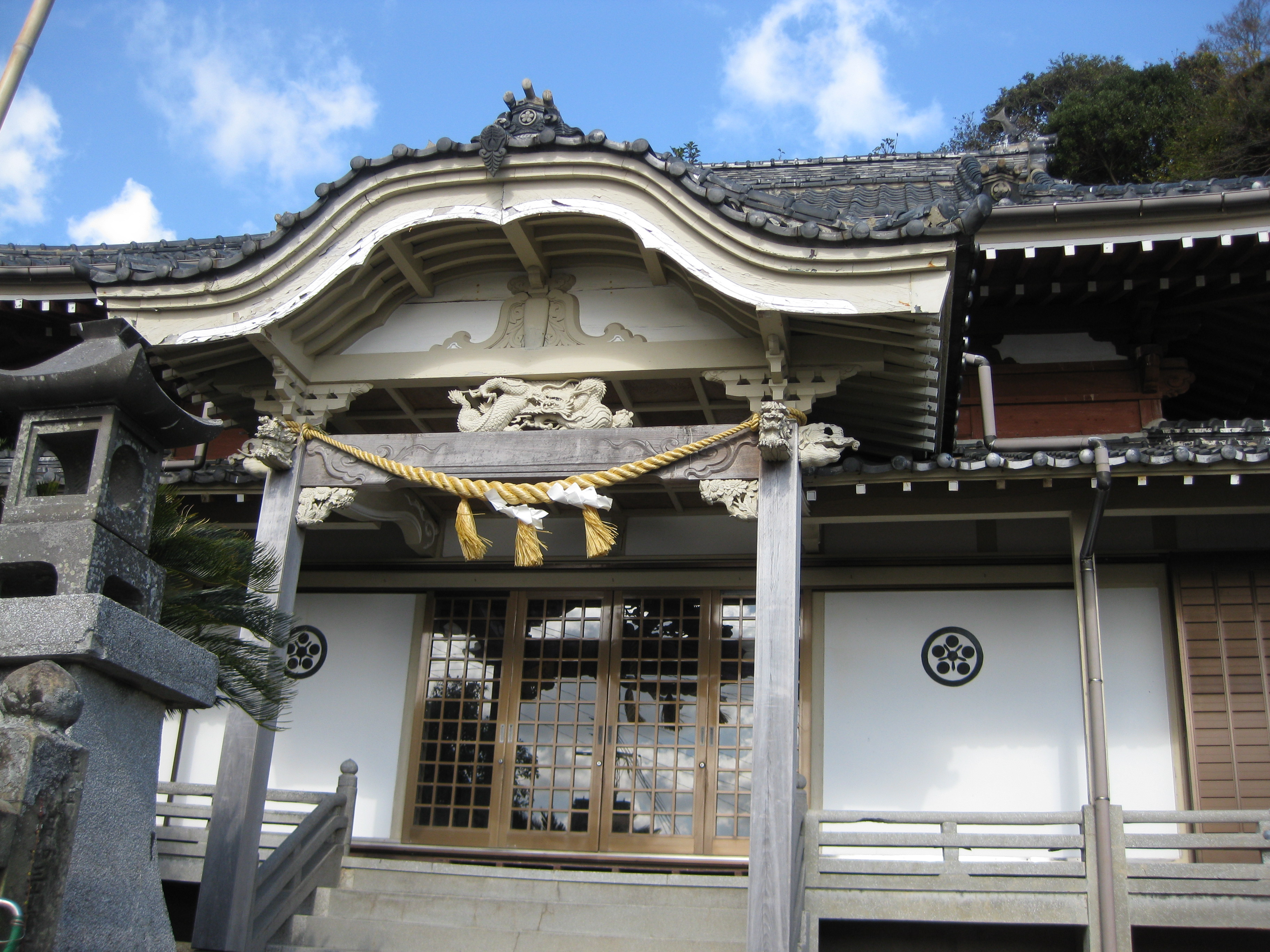
社殿

その後、森が開拓され住み着く者が多くなると、住民らはその森中の不思議を見て篤き、崇敬するようになった。ある時一人の修験者が当地に留まり、神霊の天降った森として大いに崇敬し、神伝記を講じて住民らを大いに喜ばせた。天文元年、その地に社殿を建立。社号と祭神を小串大明神と称し、地域の氏神として奉祀。その後、相殿として天満宮（菅原大神）を勧請し、数日後には神託が降り、社殿を現在地に奉遷。寛文12年（1672年）には多賀大神を勧請している。
明治3年（1867年）、社号を小串神社に改称。同7年（1871年）5月5日に村社に列せられ、昭和4年（1929年）10月18日には神饌幣帛料供進神社に指定されている。

## 祭祀
主な祭礼・神事
祇園祭、旧9月24、25日の例祭には上五島神楽が奉納される。上五島神楽は国の選択無形民俗文化財として選択された五島神楽に含まれ、長崎県無形民俗文化財に単独で指定された。
- 元旦祭（1月1日）
- 厄払い（1月）
- 的射祭（1月）
- 祇園祭（旧6月14、15日）
- 例大祭（旧9月24、25日）
- 大祓式（12月31日）

## 境内社

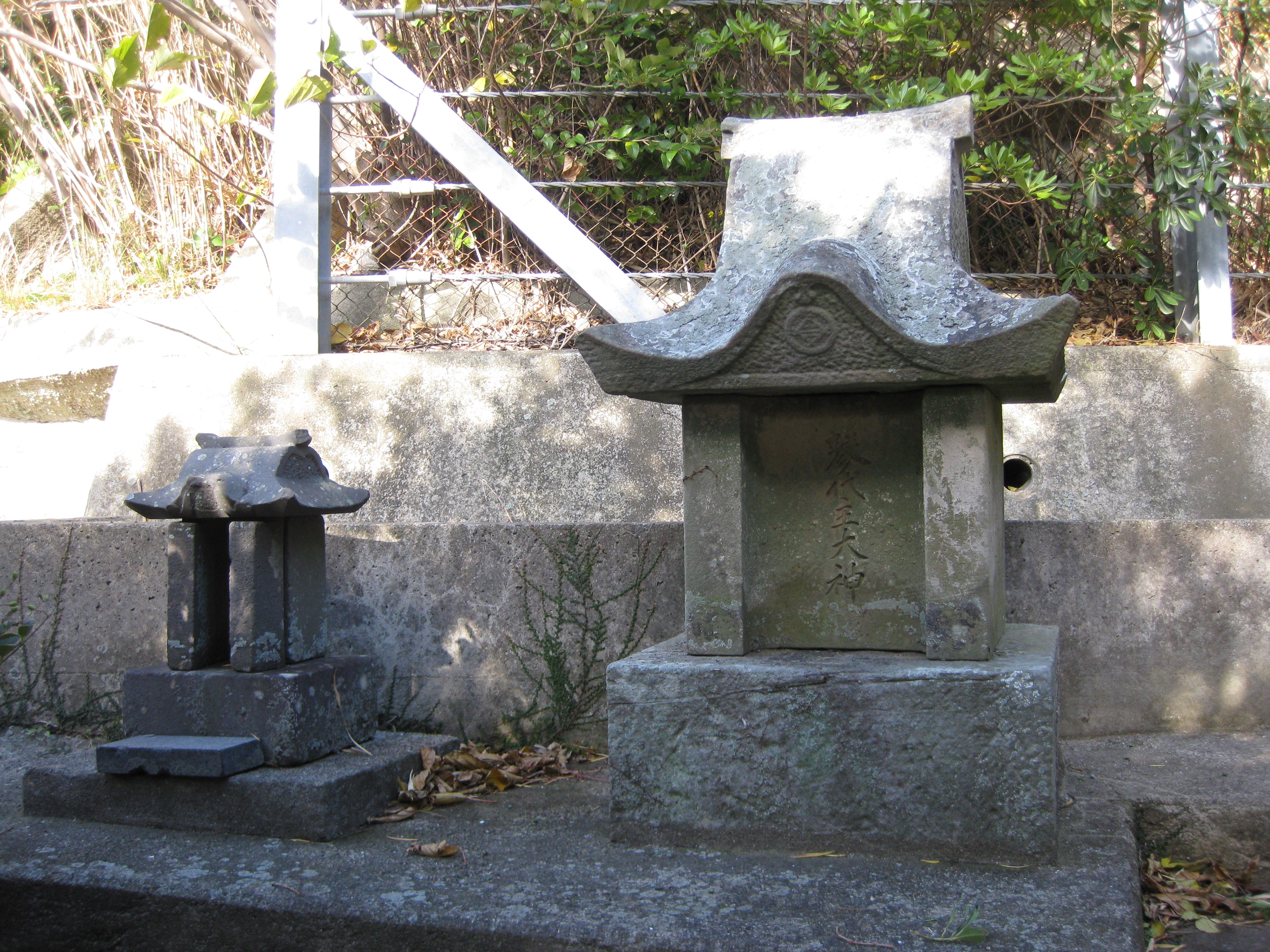
境内社・恵美須神社

- 八坂神社
- 恵美須神社
- 稲荷神社
- 愛宕神社

## その他の神社
その他の小串郷の神社に琴平神社がある。
また隣接する曽根郷に正彦神社が、立串郷には乙宮神社がある。

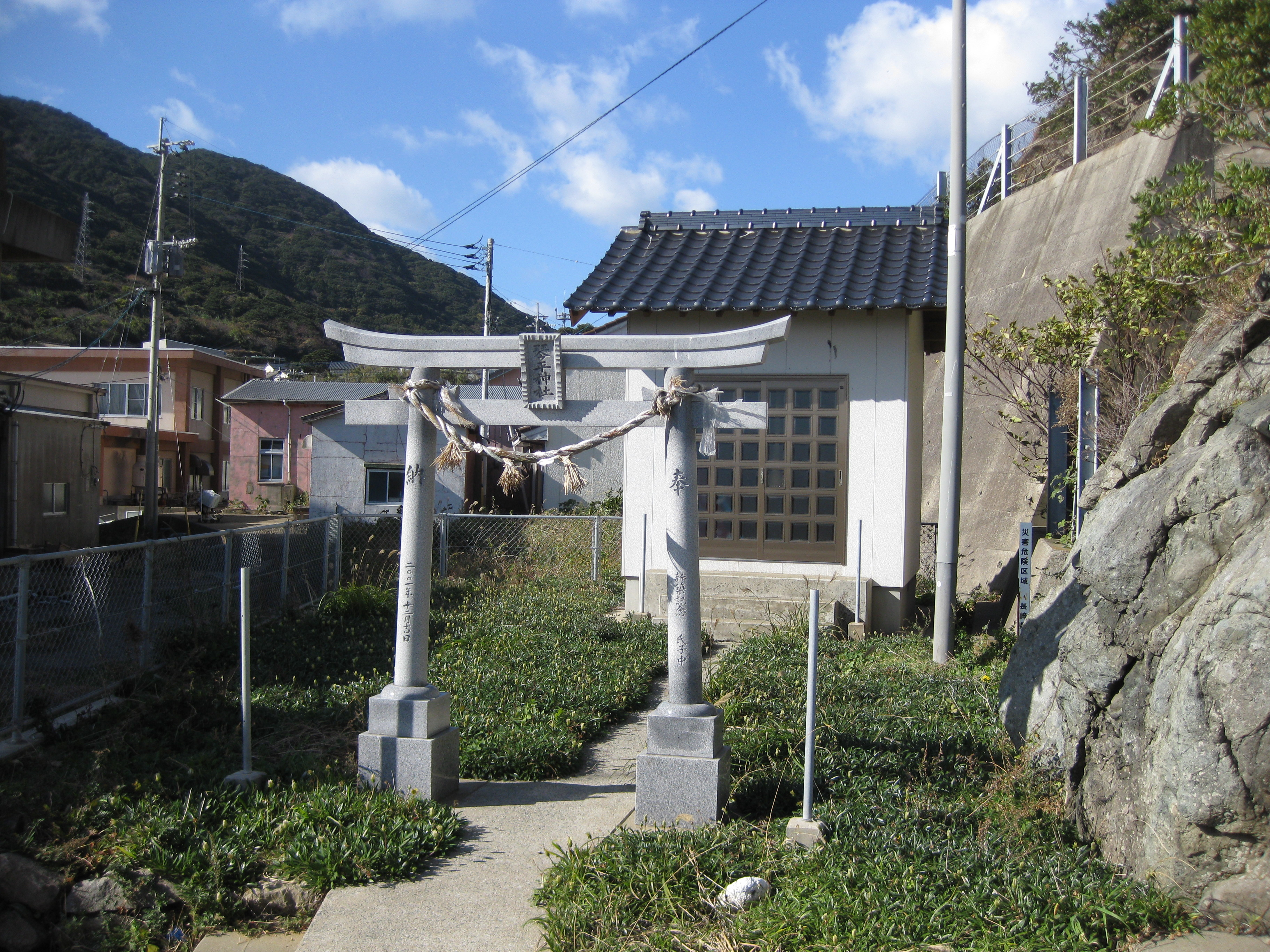
琴平神社
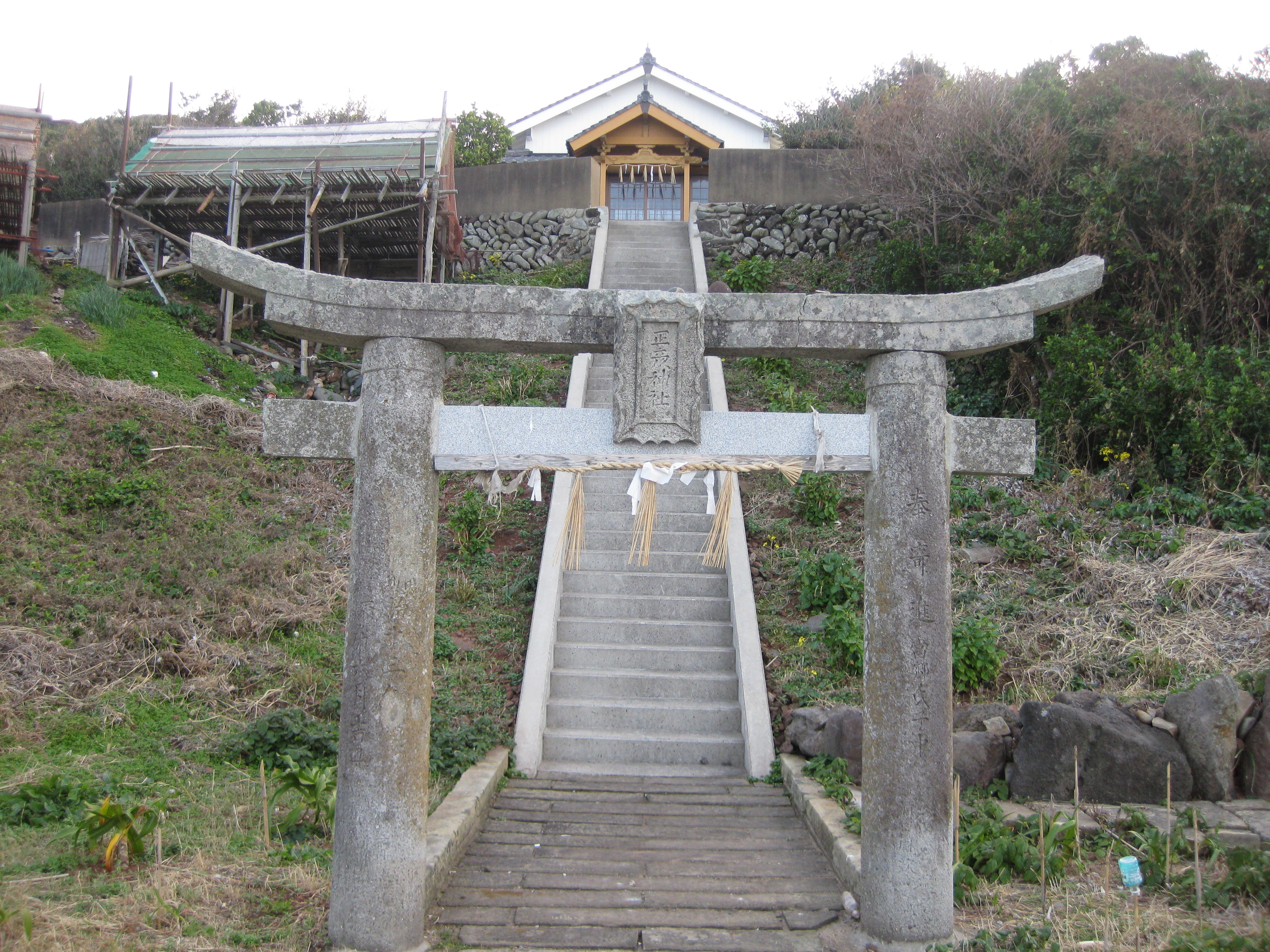
正彦神社（曽根郷）
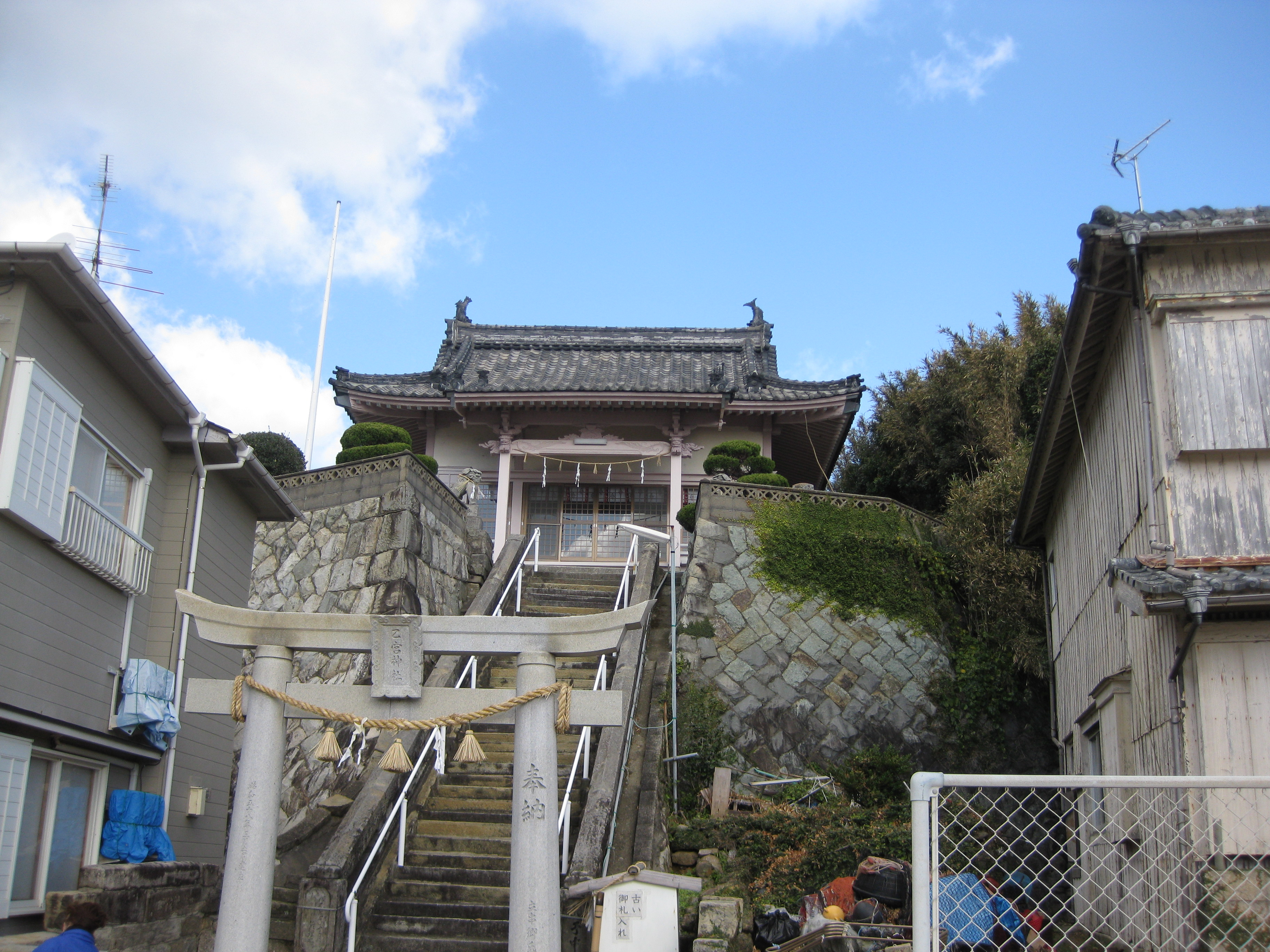
乙宮神社（立串郷）